# 국가급경제기술개발구
국가급경제기술개발구(国家级经济技术开发区, China National Economic and Technical Development Zone)는 중화인민공화국에서 1984년 이후의 개혁 개방정책의 일환으로서 1978년에 시작한 경제 특구에 이어, 1984년으로 지정된 대외 경제 개방구를 말한다. 줄여서 “개발구”(Development Zone 또는 Development Area)라고도 한다.

## 개요
1984년부터 1986년까지는 따렌, 진황도, 톈진, 옌타이, 칭다오, 연운항, 난통, 상하이, 닝보, 원저우, 푸저우, 광저우, 장지앙, 베이하이의 14 도시를 경제기술개발구로 지정하였고, 2006년 현재는 49곳이나 지정되어 있다.
외자유치와 기술 도입을 목적으로 경제특구 같은 수준의 우대조치가 취해지고 있다. 경제 특구와 다른 점은 당초 경제 특구가 관리선으로 국내와 명확하게 격리되어 대내적으로 폐쇄되어 있는 데 반해, 경제기술개발구는 중국 국내에도 개방되어 있다는 점이었지만, 현재는 그러한 구분이 점차 없어지고 있다.

## 성급 경제 개발구
성급의 경제 개발구도 활발하게 설립되고 있다. 랴오닝성 따렌 창흥 다오린항 공업구(大連長興島臨港工業区)가 대표적인 예이다. 이러한 성급의 경제개발구 중에는 국가급경제기술개발구의 규모에 필적하는 것도 있다. 또한 시급의 경제 개발구도 나오고 있다.

## 같이 보기
- 개혁개방
- 경제특구